# دوغ هينينج
دوغ هينينج هو ساحر استعراضي كندي، ولد في 3 مايو 1947 في وينيبيغ في كندا، وتوفي في 7 فبراير 2000 في لوس أنجلوس في الولايات المتحدة بسبب سرطان.

## وصلات خارجية
- دوغ هينينج على موقع IMDb (الإنجليزية)
- دوغ هينينج على موقع الموسوعة البريطانية (الإنجليزية)
- دوغ هينينج على موقع ميوزك برينز (الإنجليزية)
- دوغ هينينج على موقع قاعدة بيانات برودواي على الإنترنت (الإنجليزية)
- دوغ هينينج على موقع إن إن دي بي (الإنجليزية)
- دوغ هينينج على موقع ديسكوغز (الإنجليزية)
- دوغ هينينج على موقع قاعدة بيانات الفيلم (الإنجليزية)